# Botswana az 1988. évi nyári olimpiai játékokon
Botswana a dél-koreai Szöulban megrendezett 1988. évi nyári olimpiai játékok egyik részt vevő nemzete volt. Az országot az olimpián 2 sportágban 8 sportoló képviselte, akik érmet nem szereztek.

## Atlétika
Férfi
| Versenyző                                                         | Versenyszám     | Előfutam | Előfutam | Előfutam | Negyeddöntő | Negyeddöntő | Negyeddöntő | Elődöntő | Elődöntő | Elődöntő | Döntő   | Döntő    |
| Versenyző                                                         | Versenyszám     | Idő      | Hely.    | Össz.    | Idő         | Hely.       | Össz.       | Idő      | Hely.    | Össz.    | Idő     | Helyezés |
| ----------------------------------------------------------------- | --------------- | -------- | -------- | -------- | ----------- | ----------- | ----------- | -------- | -------- | -------- | ------- | -------- |
| Benny Kgarametso                                                  | 200 m           | 22,79    | 6.       | 69.      | kiesett     | kiesett     | kiesett     | kiesett  | kiesett  | kiesett  | kiesett | kiesett  |
| Sunday Maweni                                                     | 400 m           | 47,97    | 4.       | 48.      | kiesett     | kiesett     | kiesett     | kiesett  | kiesett  | kiesett  | kiesett | kiesett  |
| Bobby Gaseitsiwe                                                  | 800 m           | 1:48,08  | 4.       | 22.      | kiesett     | kiesett     | kiesett     | kiesett  | kiesett  | kiesett  | kiesett | kiesett  |
| Mbiganyi Thee                                                     | 1500 m          | 3:41,97  | 8.       | 21.      |             |             |             | 3:42,62  | 10.      | 19.      | kiesett | kiesett  |
| Bigboy Matlapeng                                                  | Maraton         |          |          |          |             |             |             |          |          |          | 2:20:51 | 34.      |
| Joseph Ramotshabi Bobby Gaseitsiwe Benny Kgarametso Sunday Maweni | 4 × 400 m váltó | 3:13,16  | 7.       | 21.      |             |             |             | kiesett  | kiesett  | kiesett  | kiesett | kiesett  |

## Ökölvívás
| Versenyző         | Versenyszám | Selejtező                   | 32-es főtábla             | Nyolcaddöntő      | Negyeddöntő       | Elődöntő          | Döntő             | Helyezés |
| Versenyző         | Versenyszám | Ellenfél Eredmény           | Ellenfél Eredmény         | Ellenfél Eredmény | Ellenfél Eredmény | Ellenfél Eredmény | Ellenfél Eredmény | Helyezés |
| ----------------- | ----------- | --------------------------- | ------------------------- | ----------------- | ----------------- | ----------------- | ----------------- | -------- |
| Magare Tshekiso   | Harmatsúly  | René Breitbarth (GDR) · 0:5 | kiesett                   | kiesett           | kiesett           | kiesett           | kiesett           | 33.      |
| Shakes Kubuitsile | Könnyűsúly  | erőnyerő                    | Azzedine Saïd (ALG) · RSC | kiesett           | kiesett           | kiesett           | kiesett           | 17.      |

RSC – a mérkőzésvezető megállította a mérkőzést